# Valencià salat de Tàrbena i la Vall de Gallinera
El valencià és la llengua nativa i predominant als municipis de Tàrbena i de la Vall de Gallinera, en la modalitat subdialectal salat, encara que també té trets del valencià meridional el qual comparteix amb la resta de les Comarques Centrals del País Valencià, com ara l'Alcoià, la Safor, la Marina Baixa, i també amb la resta de localitats de la Marina Alta. Tanmateix, desenvolupa alguns trets propis gràcies al contacte amb el mallorquí arran de la repoblació de pobles abandonats pels moriscs quan se'ls obligà a abandonar el país durant l'episodi de l'expulsió dels moriscs (per aquest motiu, la variant d'aquesta zona s'ha anomenat també valencià mallorquí); i en part, gràcies a l'emmigració a Algèria i a França als segles XIX i XX; i també, com tota comarca aïllada de les grans ciutats, per la disgregació natural que caracteritza les llengües que fins fa poc no disposaven de mitjans de comunicació massiu.

## Trets propis
Alguns trets del valencià alacantí es presenten ocasionalment, com la pèrdua de la "d" intervocàlica (per ex.* caïra [cadira]) i lèxic com * astò [açò] i * àuia [aigua]. Com tot el valencià meridional, el pronom personal vos o us es converteix en se en el present perfet -* se n'aneu? [Us en aneu?]- i la primera persona singular del present perfet del verb auxilar haver no existeix, ans s'hi empra sempre la tercera persona del singular -* Ha dit [He dit]-. Igualment, es prefereix el passat compost al passat simple: vaig anar i mai no aní com es diu a València i a Elx (i rodalia); tanmateix, alguns pocs verbs mantenen la tercera persona sempre en simple, sobretot degué (passat de deure); i d'acord amb el costum esmentat de fer servir la tercera persona en comptes de la primera en els temps del passat, pot ocórrer frases com * degué ser jo.

## Influència del mallorquí
A l'interior de la comarca, els pobles d'històric repoblament mallorquí conserven trets lèxics i fonètics d'aquest dialecte, a més d'un tret específic fruit de la barreja de dialectes: A pobles com Gata de Gorgos, en alguns casos el fonema /ʃ/ passa a ser /tʃ/ (tx) com en les paraules * txitxanta [xixanta] o * atxò [això]. També cal destacar un tret semblant entre molts parlants balears, que reforcen la [s] amb una [t] incipient, com ara en el número * tsis [sis].
El salat s'hi ha perdut quasi totalment i es conserva només a la veïna població de Tàrbena (Marina Baixa); a la comarca pròpiament parlant, només apareix en la frase tautològica sa mare d'ella [sa mare] i en alguns topònims locals, com la serra de ses Cordelleres (Benigembla).
Hi ha altres trets locals que es poden relacionar amb la influència externa, bé per la històrica immigració mallorquina, bé per contacte continu amb els pescadors eivissencs. A Dénia i Xàbia es diu aquí on els altres pobles prefereixen l'estàndard valencià ací. Per altra banda, les vocals obertes hi abunden, fins i tot abocant en un tancament extrem /e/>/a/ i /ɔ/>/au/ i en casos on l'ús valencià o general és tancat: * al Verger [el Verger], * ham astat [hem estat], * aubert [obert], * anjorn [enjorn]. I en algun cas, es fa servir una [o] tancada més habitual a la Catalunya Central (per ex. * Undara [Ondara]).

## Divergències de la normativa
Els pronoms febles, i en especial en i ho, hi han perviscut en molts casos, però com és el cas de totes les comarques veïnes, el seu ús ha deixat de ser sistemàtic i més aviat, s'ha fossilitzat com demostra usos pleonàstics com *n'hi ha dos homes, *s'enrecorda d'ell. L'ús del pronom hi més enllà del fragment n'hi ha és anecdòtic.
Una altra cosa que ocorre arreu del domini lingüístic però que és especialment evident a la Marina és la vacil·lació entre els prefixos a, en i es en molts verbs, com ara * asronsar/enronsar/esronsar [arronsar]. A més a més, aquesta a apareix en un ample ventall d'expressions, com una mena de crossa idiomàtica, com ara: * a n'hi ha dos o * a t'ho dic: mentre en el segon exemple sembla provenir de ja o ara, en el primer no té cap funció adverbial. També sofreixen prefixos alguns adverbis, com *endespués [després]. Altres expressions endèmiques a la comarca -i alhora ben vives- són el resultat de mutacions radicals: * encamant o *encabant [en acabant], * no s'hi vàlid [no s'hi val].

## Lèxic propi i manlleus
El català de la Marina Alta també posseeix un ric lèxic propi, típic d'una comarca històricament aïllada de les ciutats i amb una població estàtica: fesols de careta, cadufo [andròmina, cosa], andragó, bollet [pastís], espencat [escalivada], mullador [salsa o samfaina], casup [barraca, maset], riurau [construcció d'arcs], naia [porxo], bancal [terreny], marge [mur] o giró. Alguns paraules demostren la influència de l'emigració històrica a la colònia francesa d'Algèria: carrota [FR carotte, carlota/pastanaga, una forma també emprada a Sóller], betrava, secatons [tisores de podar], ferma [cf. FR ferme, granja], xicolate [xocolate], retreta [FR retraite, la pensió dels jubilats], valable [vàlid] o velloseta.

## Situació lingüística en l'actualitat
Des de les darreries del segle xx, hi ha creixents comunitats de castellans, anglòfons, germanòfons i francòfons residents a la comarca gràcies, sobretot, al turisme residencial. A tota la comarca, el castellà és la llengua preferent per als europeus i magrebins nouvinguts i en conseqüència, l'índex de coneixement del català ha decaigut en els darrers quinze anys. Tanmateix, el coneixement del castellà ha patit el mateix efecte anorreador en menor grau gràcies a la creació d'empreses, periòdics, ràdios i clubs socials dedicats exclusivament a les comunitats nord-europees.